# Bixer ibne Daúde Almoalabi
Bixer ibne Daúde Almoalabi (em árabe: بشر بن داود المهلبي‎‎; romaniz.: Bishr ibn Dawud al-Muhallabi) foi um governador de Sinde do Califado Abássida, servindo durante o reinado de Almamune (r. 813–833).

## Vida
Um membro da família dos moalábidas, Bixer foi filho de Daúde ibne Iázide, que serviu como governador e Sinde desde o reinado de Harune Arraxide. Após Iázide morrer em 820 ou 821, Bixer sucedeu-o. Almamune concordou em reconhecê-lo como governador na condição de que Bixer enviaria 1 milhão de dirrãs em tributo anualmente. Apesar do acordo, Bixer logo decidiu rebelar-se, e parou de enviar o dinheiro para Bagdá. Em resposta, Almamune colocou um exército sob o comando de Hájibe ibne Sale em 826 e instruiu-o de reafirmar a autoridade califal sobre Sinde. Bixer, contudo, derrotou Hájibe e forçou-o a se retirar da província. Depois disso, Almamune investiu Gaçane ibne Abade com o governo de Sinde e enviou-o para derrotar Bixer. Dessa vez, Bixer decidiu render-ser e requisitou de Gaçane uma garantia de salvo-conduto. Isso foi concedido, e Bixer retornou ao Iraque com Gaçane em 831.